# HMS Milne (G14)
Pour les autres navires du même nom, voir HMS Milne.
Le HMS Milne est un destroyer de classe M construit pour la Royal Navy pendant la Seconde Guerre mondiale.
Sa quille est posée le 24 janvier 1940 au chantier naval Scotts Shipbuilding and Engineering Company de Greenock, en Écosse. Il est lancé le 31 décembre 1941 et mis en service le 6 août 1942, sous le commandement du captain Ian Murray Robertson Campbell.

## Historique
Après ses essais, le Milne est navire amiral de la 3e flottille de destroyers. Sa première mission est l’escorte du convoi de l'Arctique PQ 18 du 12 au 16 septembre 1942. Il est ensuite transféré au convoi du retour QP 14.
Le 30 octobre 1942, il quitte Scapa Flow pour la Méditerranée afin de participer à l’opération Torch le 8 novembre 1942. Il reste sur zone jusqu’au 25 décembre 1942, date à laquelle il appareille à destination de l’Angleterre avec le convoi MKF 5. Le 28 décembre 1942, le Milne et le Meteor sont détachés afin d’aller renforcer l’escorte du convoi ONS 154, recueillant 143 survivants de trois navires marchands coulés par des U-Boote.
Il rejoint alors Ponta Delgada pour un ravitaillement et déposer les naufragés. Il subit ensuite une courte refonte au chantier de Jarrow du 8 janvier au 8 février 1943. Il reprend ensuite l’escorte des convois vers la Russie avec le JW 53 du 19 au 27 février et le RA 53 du 1er au 10 mars 1943. Il va ensuite mener des opérations conjointes de chasse aux raiders avec le Charybdis dans le golfe de Gascogne, avant d'escorter les convois OS 45, MKS 10, MKS 11 et SC 130.
Le Milne est de retour au sein de la Home Fleet en avril 1943. Il participe ensuite à deux opérations (simulacres de grands raids sur la Norvège), puis est refondu à Hull du 7 août 1943 au 27 septembre 1943, avant de reprendre l’escorte des convois russes. Entre novembre 1943 et avril 1944, il escorte les convois RA 54A, JW 55A, JW 56B, RA 56, JW 57, RA 57 et RA 59. Durant cette même période, il est engagé dans l’opération Leader, un raid aérien sur Bodø du 2 au 6 octobre 1943.
Il retourne ensuite dans la Home Fleet, avant de reprendre l’escorte des convois russes en août 1944. Le 3 avril, il fait partie de l’escorte des navires de l’opération Tungsten, un raid de porte-avions contre le Tirpitz. Cette action est suivie par l’opération Potluck un raid aérien contre le trafic maritime allemand dans les eaux norvégiennes du 12 au 18 mai 1944, suivie de l’opération Lombard le 1er juin 1944. Pendant cette action, il coule l'U-289 à 250 miles au nord-est de l’île Jan Mayen le 31 mai 1944.
Il escorte ensuite les convois JW 59 (17-25 août), RA 59 A (28 août au 5 septembre), JW 60 (17 au 23 septembre) et RA 60 (28 septembre au 3 octobre). Après cette période, le Milne rejoint la 3e flottille de destroyers, alors transférée en Méditerranée. Il atteint Malte le 4 janvier 1945 et est engagé dans les eaux grecques, effectuant de la Riviera le 9 mars 1945. En compagnie du Marne, il bombarde le port de Gênes le 15 mars.
Après la fin de la guerre, il reste six mois en Méditerranée. Le 4 novembre 1945, il est victime d’un incendie dans la salle des machines causant des dégâts mineurs. Lors d’un transit en Méditerranée occidentale, il ravitaille les navires engagés dans le renflouage du navire marchand Gradisca échoués sur l’île de Garde[Information douteuse], en Crète, le 8 février 1946.
Le Milne quitte Gibraltar le 4 avril 1946 pour Harwich. Il est alors versé dans la réserve B le 16 août 1946 et est utilisé comme navire école. Le 3 janvier 1949, il rejoint la réserve C. Il est alors remorqué vers Rosyth en mai 1951 pour devenir un accommodation ship et ce jusqu’en décembre 1951. Il est alors transféré à Plymouth ; le Milne avait été choisi pour être converti en frégate mais cela fut annulé. Le 3 janvier 1953, il stationne à Cardiff où il est versé dans la catégorie III de la réserve.
Il est vendu le 24 septembre 1957 à la Turquie dans le cadre d'un accord signé à Ankara le 16 août 1957 ; il est alors complètement refondu — équipé d'un nouveau rouf et d'un système Squid — et rebaptisé Alp Arslan. Le destroyer est officiellement transféré dans la marine turque le 12 juin 1959. Il est désarmé en 1971 et démoli à Smyrne en 1975.